# 撫子原
撫子原（なでしこはら）は、神奈川県平塚市にある地名。郵便番号は254-0825。